# Iván González Ferreira
Iván González Ferreira (Asunción, Paraguay, 28 de enero de 1987) es un futbolista paraguayo que se desempeña de mediocampista.
Empezó en Guaraní futbolísticamente hablando, así como sus hermanos Celso y Julio, que igualmente allí se estrenaron en Primera. Además, tuvo su paso por el Saint Gallen de Suiza, luego de que se constató que no dio su conformidad para extender su vínculo con Guaraní.
Después fue al VfB Stuttgart donde jugó 20 partidos convirtió 5 goles y salió campeón. En el 2006 fue al Olimpia de Paraguay donde jugó 26 partidos, convirtió [4 goles]. En el 2007 pasó por el Sportivo Luqueño campeón donde jugó 12 partidos y en la segunda mitad del 2007 fue al FC Wil de Suiza donde desempeñó una muy buena cosecha deportiva 32 partidos y 6 goles
En el 2009 fue a Sol de América donde jugó un gran torneo donde tuvo un alto rendimiento personal. Jugó 25 partidos convirtió 5 goles Y en las veces que lo hizo marcó diferencia. Marcó el gol más lindo del Torneo Apertura paraguayo
Por su excelente desempeño, en la segunda mitad del año, ficha por Cerro Porteño, el último campeón paraguayo donde jugó 36 partidos en torneos como Apertura, Clausura, Sudamericana y Copa Libertadores marcando 4 goles. Si, 36 partidos y 4 goles, Estuvo 2 años en el Atlético Paranaense de Brasil,pero en enero del 2012, firma nuevamente por Guaraní. En septiembre del 2012 alarga su contrato con Guaraní y firma por 4 años más. De los últimos diez años es uno de los principales goleadores de Guaraní con 32 goles y uno de los jugadores que más partido ha disputado

## Clubes
| Club                | País        | Año         | PJ  | Goles |
| ------------------- | ----------- | ----------- | --- | ----- |
| Guaraní             | Paraguay    | 2004        |     |       |
| St. Gallen          | Suiza       | 2005        | 1   | 0     |
| VfB Stuttgart II    | Alemania    | 2005-2006   | 11  | 0     |
| Olimpia             | Paraguay    | 2006        | 0   | 0     |
| Sportivo Luqueño    | Paraguay    | 2007        |     |       |
| FC Wil              | Suiza       | 2007 - 2008 | 2   | 1     |
| Sol de América      | Paraguay    | 2009        |     |       |
| Cerro Porteño       | Paraguay    | 2009 - 2010 | 15  | 3     |
| Atlético Paranaense | Brasil      | 2010        | 16  | 2     |
| América de Natal    | Brasil      | 2011        | 12  | 0     |
| Guaraní             | Paraguay    | 2012 - 2017 | 163 | 30    |
| Rubio Ñu            | Paraguay    | 2017        | 19  | 3     |
| Delfín S.C.         | Ecuador     | 2018        | 4   | 0     |
| RPM                 | Paraguay 🇵🇾 | 2025        | 1   |       |

## Palmarés

### Campeonatos nacionales
| Título          | Club    | País     | Año  |
| --------------- | ------- | -------- | ---- |
| Torneo Clausura | Guaraní | Paraguay | 2016 |